# Trinchera de San José
La Trinchera de San José o Trinchera de los Paraguayos fue un campamento fortificado del Paraguay localizado en lo que hoy es la ciudad de Posadas, provincia de Misiones en Argentina. El proyecto de su erección se concibió al cese de las hostilidades entre Brasil y Buenos Aires en la Banda Oriental, que hizo temer una invasión del Paraguay. 

## Orígenes de la trinchera
En 1838, el Supremo Dictador del Paraguay, doctor José Gaspar Rodríguez de Francia, por razones políticas, comerciales y militares, mandó construir una muralla de piedra, en línea quebrada, en las cercanías del Paso San José, desde el encajonamiento del arroyo Patotí, afluente del Río Paraná, hacia el sureste, a los bañados de la altura de la horqueta del arroyo Soró, tributario de la Laguna San José, que desagua en el Paraná. A este recinto amurallado le dieron el nombre de Trinchera de San José, posteriormente denominada Trinchera de Itapuá y Trinchera de los Paraguayos.

"El ritmo de las faenas se intensifico en 1837 y todo finalizó [...] en los últimos meses de 1838[...]tenía un murallón exterior totalmente de piedra, de casi cuatro varas [3,30 metros] de altura y dos [1,67 metros] de espesor con perfil almenado y cuajado de torreones con bocas de fuego batiendo todos los ángulos del horizonte [...] este murallón, con un profundo foso paralelo [...] arrancaba [al borde] del Paraná para después de describir un dilatado semicírculo de muchos kilómetros, volver a cerrarse como un monstruo semienroscado sobre el mismo río.[...] Más allá de las murallas, en la punta de un altísimo mástil de urundey, enhiesta como una aguja, casi pinchando el cielo, llameaba el símbolo tricolor de la legendaria, respetada y temible República del Perpetuo Dictador".
(Vázquez, 1975, p. 48)

## Pueblo Trinchera de San José
En 1867, los vivanderos, comerciantes y proveedores del segundo ejército Brasileño de la Triple Alianza se establecieron en el recinto de esta muralla. Fue el comienzo del pueblo Trinchera de San José. El 1º de abril de 1871, el Poder Ejecutivo de Corrientes, en atención al pedido de los vecinos efectuado en 1869 y del juez de paz a principios de 1871, contrató con el agrimensor Francisco Lezcano la mensura y amojonamiento del área Trinchera de San José, reservada por Ley en 1870. El agrimensor comenzó la mensura el 6 de mayo de 1871 y la concluyó el 29 del mismo mes y año.

## Posadas
El diputado por los departamentos de Santo Tomé y Candelaria, Carlos Abalos presentó a la Cámara Legislativa correntina un proyecto cambiando el nombre del pueblo de Trinchera de San José por el de Belgrano, proyecto que fue debatido por el mayor interés y al final fue sancionado dando el nombre de Posadas, promulgado el 17 de septiembre de 1879.
Por la ley de la Nación Nº1437 del 30 de julio de 1884 fue aceptada e incorporada esta cesión al Territorio Nacional de Misiones y declarada su capital el pueblo de Posadas. El gobernador Roca, por su acción oficial y personal, prohibió el uso de los nombres de Trinchera de San José, Trinchera y San José.